# Elisabeth von Staegemann
Johanna Elisabeth von Staegemann (11 d'abril de 1761, Königsberg i. Pr. - 11 de juliol de 1835, Berlín) va ser una escriptora, pintora i salonnière alemanya i casa seva va hostatjar un dels salons més famosos de l'Alemanya contemporània a Königsberg i Berlín.

## Vida
Filla de l'empresari prussià Johann Jakob Fischer (desaparegut l'any 1786) i Regina Hartung, va créixer a Königsberg, Prússia. De jove, es va guanyar una reputació en la societat liberal en què vivia, que estava oberta a les arts i les ciències. Va conèixer Johann Friedrich Reichardt, Immanuel Kant i Theodor Gottlieb von Hippel, entre d'altres; Friedrich Gentz i el poeta Friedrich August Staegemann eren alguns dels seus admiradors. El 1780 es va casar amb el conseller de justícia Graun, fill del compositor Carl Heinrich Graun. Quan el seu marit va ser cridat a Berlín el 1787, Elisabeth va romandre sola a Königsberg amb els seus dos fills i la seva mare durant vuit anys. Cap a finals de la dècada de 1780, va establir un saló social i va seguir el seu marit a Berlín el 1795, però en va demanar el divorci a finals d'any. Després es va casar a Königsberg amb el funcionari i escriptor prussià Friedrich August Staegemann, amb qui ja es coneixien de la dècada de 1780. El 1806 va tornar a Berlín amb ell.
A causa de la derrota de Prússia a la batalla de Jena i Auerstedt, la parella Staegemann i la família reial van tornar a Prússia Oriental. Els seus fills es van convertir en companys de joc dels prínceps i les princeses. També es van establir llaços d'amistat amb el príncep Radziwiłł i la seva esposa Lluïsa de Prússia. Després d'una estada de tres anys a Königsberg, la família va tornar a Berlín el 1809. La vida de saló, que tampoc havia cessat a la Prússia Oriental, va continuar i encara s'intensificà. Ara esposa d'un conseller d'Estat, Elisabeth Staegemann aviat va tenir un paper destacat en la vida cultural de Berlín, sobretot des que el cercle de la seva amiga Rahel Varnhagen s'havia dissolt el 1806, deixant-hi un buit social.
Ennoblida amb el seu marit pel rei Frederic Guillem III de Prússia el 1816, Elisabeth va continuar celebrant reunions musicals i literàries a casa seva fins a la vellesa, tot i que ja no hi va poder assistir ella mateixa des de finals de la dècada de 1820 a causa d'una malaltia. La seva filla, aleshores ja casada, Hedwig von Olfers, va ocupar el seu lloc com a amfitriona. Des de la seva època com a salonnière, va escriure i pintar esporàdicament, incloent-hi alguns autoretrats; però es va considerar una aficionada durant tota la seva vida. Admirada per moltes personalitats de la vida literària i política, entre les quals Heinrich von Kleist, va morir a Berlín el 1835. La seva tomba és al cementiri III de Jerusalem i Nova Església a Berlín-Kreuzberg. Descansa allà al costat del seu segon marit i la seva neta, Marie von Olfers.
El seu marit li va dedicar les Memòries d'Elisabet, una col·lecció de sonets que havia escrit per a ella des del començament de la seva relació.

## El seu saló
El saló d'Elisabeth Staegemann, que convocava cada divendres des de prop de 1810 (ocasionalment també els dimecres), primer a Jägerstraße, després (des de 1818) a Charlottenstraße, 68, a Dönhoffplatz (des de 1825) i finalment a Charlottenstraße, 31 (des de 1831), es troba històricament entre l'anomenada «Rahelzeit», és a dir, la Il·lustració tardana / el Romanticisme primerenc, i el període Biedermeier. Com passa amb molts altres salons contemporanis, el que és sociològicament significatiu és la relativa llibertat respecte a les barreres de classe en la selecció dels assistents i les interaccions entre ells. Els seus propis talents artístics també van donar a la salonnière un accés especial a la poesia i la música, que es cultivaven a casa seva. Escriptors com Kleist, Clemens Brentano i Achim von Arnim van presentar aquí les seves obres. Molts estadistes i oficials militars del període de reforma prussiana també assistien al saló d'Elisabeth Staegemann.

## Família
Elisabeth von Staegemann va fundar una dinastia de salons a través de la seva filla del seu segon matrimoni, Hedwig, que va ser continuada per la seva néta, Marie von Olfers (1826–1924).

## Assistents habituals al saló
| - David Maximowitsch Alopaeus - Karl vom Stein zum Altenstein - Achim von Arnim - August von Preußen - Jacob Herz Beer - Ludwig Berger - Christian Günther von Bernstorff - Friederike Bethmann-Unzelmann - Carl Friedrich von Beyme - Hermann von Boyen - Johann Georg Emil von Brause - Clemens Brentano - Friedrich Bury - Angelica Catalani - Adelbert von Chamisso - Helmina von Chézy - Carl von Clausewitz - Henriette von Crayen - Friedrich Ferdinand Alexander zu Dohna-Schlobitten - Wilhelm Dorow | - Johann Albrecht Friedrich von Eichhorn - Friedrich Christoph Förster - Friedrich de la Motte-Fouqué - Regina Frohberg - Eduard Gans - Friedrich von Gentz - Ludwig Friedrich Leopold von Gerlach - August Neidhardt von Gneisenau - August Friedrich Ferdinand von der Goltz - Justus von Gruner - Karl August von Hardenberg - Amalie von Helvig - Leopold von Henning - Luise Hensel - Wilhelm Hensel - Theodor Gottlieb von Hippel - Aloys Hirt - Julius Eduard Hitzig | - E. T. A. Hoffmann - Elise von Hohenhausen - Franz Christoph Horn - Heinrich Gustav Hotho - Alexander von Humboldt - Wilhelm von Humboldt - Johann Erdmann Hummel - Friedrich Adolf von Kalckreuth - Karl Albert von Kamptz - Johann Gottfried Kiesewetter - Bernhard Klein - Heinrich von Kleist - Wilhelm Anton von Klewiz - Christian Gottfried Körner - Anton Wilhelm von L’Estocq - Carl Friedrich Heinrich von Wylich und Lottum - Malla Montgomery-Silfverstolpe - Adam Müller von Nitterdorf | - Wilhelm Müller - Konrad Engelbert Oelsner - Ignaz von Olfers - Ernst von Pfuel - Hermann von Pückler-Muskau - Anton Radziwiłł - Luise Radziwiłł - Christian Daniel Rauch - Johann Friedrich Reichardt - Georg Andreas Reimer - Pierre Rode - Otto August Rühle von Lilienstern - Johann August Sack - Friedrich Carl von Savigny - Theodor von Schmalz - Theodor von Schön - Friedrich von Schuckmann - Johannes Schulze - Heinrich Friedrich Karl vom und zum Stein - Heinrich Stieglitz | - Johann Wilhelm Süvern - Bogislav Friedrich Emanuel von Tauentzien - Friedrich Karl von Tettenborn - Ludwig Tieck - Karl August Varnhagen von Ense - Rahel Varnhagen - Ludwig von Vincke - Heinrich von Werther - Ernestine von Wildenbruch - Friedrich Adolf Freiherr von Willisen - Wilhelm Freiherr von Willisen - Peter von Winter - Friedrich August Wolf - Hans David Ludwig Graf Yorck von Wartenburg - Joseph von Zerboni di Sposetti |